# II型ケフェイド変光星

不安定帯の中でのII型セファイドの位置を描いたヘルツシュプルング・ラッセル図

II型ケフェイド変光星（にがたけふぇいどへんこうせい、英: Type II Cepheid）、またはII型セファイド変光星は、通常1日から50日の周期で脈動する変光星。古くから存在し、金属量が少なく、質量も小さな、種族IIの恒星である。
他のセファイド変光星と同じく、II型セファイドは周期-光度関係が成り立つため、他のデータがほとんどないところで距離を確定するための標準光源として有用である。
周期が長く明るいII型セファイドは、局所銀河群の外側にあるNGC 5128やNGC 4258でも検出されている。

## 分類
かつては、II型ケフェイド変光星は「おとめ座W型変光星」と呼ばれていたが、現在では周期の長さによって3つのサブクラスに分けられている。周期が1 - 4日のものはヘルクレス座BL型変光星、10 - 20日のものはおとめ座W型変光星とされる。周期が20日以上で深い極小期と浅い極小期が交互に現れる星は、おうし座RV型変光星に分類される。おうし座RV型変光星は通常、深い極小期から深い極小期までの正式な周期、すなわち40日以上の周期で分類される。これらの分類は、必ずしも明確な合意が得られているわけではない。例えば、ヘルクレス座BL型とおとめ座W型の境界線は4日から10日と言われているが、この2つのタイプには明確な区分がない。また、おうし座RV型変光星には明らかな極小期がないものがあるが、一方でおとめ座W型には極小期があるものもある。このような不明瞭さにもかかわらず、各々のタイプは異なる進化段階を示していると考えられている。ヘルクレス座BL型は、水平分枝から漸近巨星分枝に向かってヘリウム中心核を燃焼させている天体、おとめ座W型はブルーループで水素殻やヘリウム殻を燃焼させている天体、おうし座RV型は核融合が終わった漸近巨星分枝後、あるいはその付近にある天体、とされる。
おうし座RV型は、特に光度曲線が不規則で、極大・極小時のゆっくりとした光度の変化、周期の変化、光度変化の少ない間隔、そして時には一時的にカオス的な振る舞いに陥ることもある。たて座R星は最も不規則な光度曲線を持つ星の一つである。

## 物理的特徴
II型セファイド変光星の物理的特徴はほとんど知られていない。例えば、太陽の質量と同程度かそれ以下の質量であることが予想されているが、質量が確実にわかっている例はほとんどない。

## 周期-光度関係
II型セファイドは、同じ変光周期の古典的セファイドと比べて約1.6等級ほど暗い。セファイド変光星は、銀河中心や球状星団、他の銀河との距離を確立するために用いられる。